# موری کونه
موری کونه (انگلیسی: Mory Koné؛ زادهٔ ۲۱ آوریل ۱۹۹۴) بازیکن فوتبال اهل فرانسه است.
از باشگاه‌هایی که در آن بازی کرده‌است می‌توان به باشگاه فوتبال کروتونه، باشگاه فوتبال پارما، باشگاه فوتبال لو مان، و باشگاه فوتبال تروا اشاره کرد.
وی همچنین در تیم‌های ملی فوتبال زیر ۱۷ سال فرانسه، Ivory Coast national under-17 football team، زیر ۱۸ سال فرانسه، زیر ۱۹ سال فرانسه، و زیر ۲۰ سال فرانسه بازی کرده‌است.